# Taça de Portugal de Hóquei em Patins Feminino de 2016–17
A Taça de Portugal de Hóquei em Patins Feminino de 2016–17, foi a 25ª edição da Taça de Portugal, ganha pelo SL Benfica (4º título).

## Final
A final four foi disputada a 4 de Junho de 2017. Árbitros: Sílvia Coelho (Porto) e Vera Fernandes (Coimbra)
|                   | Resultado |            |
| ----------------- | --------- | ---------- |
| Stuart HC Massamá | 1 – 5     | SL Benfica |

## Meias-finais
As partidas foram disputadas a 3 de Junho de 2017. Árbitros:  1º Jogo Rui Taborda (Ribatejo) e Teófilo Casimiro (Ribatejo) e 2º Jogo Sílvia Coelho (Porto) e Vera Fernandes (Coimbra)
|                | Resultado |                   |
| -------------- | --------- | ----------------- |
| CH Carvalhos   | 0 – 3     | Stuart HC Massamá |
| AD Sanjoanense | 2 – 8     | SL Benfica        |

## Quartos de final
A primeira partida foi disputada a 11 de Fevereiro de 2017 e as restantes no dia 12 de Fevereiro de 2017.
|                 | Resultado |                   |
| --------------- | --------- | ----------------- |
| CH Carvalhos    | 4 – 2     | AF Arazede        |
| SL Benfica      | 15 – 0    | FC Alverca        |
| APAC Tojal      | 1 – 2     | AD Sanjoanense    |
| A Acad. Coimbra | 3 – 4     | Stuart HC Massamá |